# Municipio de Grass Lake (Míchigan)
El municipio de Grass Lake (en inglés: Grass Lake Township) es un municipio ubicado en el condado de Jackson en el estado estadounidense de Míchigan. En el año 2010 tenía una población de 5684 habitantes y una densidad poblacional de 45,71 personas por km².

## Geografía
El municipio de Grass Lake se encuentra ubicado en las coordenadas 42°15′6″N 84°11′36″O / 42.25167, -84.19333. Según la Oficina del Censo de los Estados Unidos, el municipio tiene una superficie total de 124.34 km², de la cual 120.26 km² corresponden a tierra firme y (3.28%) 4.08 km² es agua.

## Demografía
Según el censo de 2010, había 5684 personas residiendo en el municipio de Grass Lake. La densidad de población era de 45,71 hab./km². De los 5684 habitantes, el municipio de Grass Lake estaba compuesto por el 96.45% blancos, el 1.11% eran afroamericanos, el 0.46% eran amerindios, el 0.16% eran asiáticos, el 0.05% eran isleños del Pacífico, el 0.39% eran de otras razas y el 1.39% pertenecían a dos o más razas. Del total de la población el 1.88% eran hispanos o latinos de cualquier raza.